# Gare de Saint-Julien-du-Sault
Gare de Saint-Julien-du-Sault vasútállomás Franciaországban, Saint-Julien-du-Sault településen.

## Vasútvonalak
Az állomást az alábbi vasútvonalak érintik:
- Párizs–Marseille-vasútvonal

## Kapcsolódó állomások
A vasútállomáshoz az alábbi állomások vannak a legközelebb:
- Gare de Villeneuve-sur-Yonne
- Gare de Joigny